# Quatrième circonscription de la Seine (Quatrième République)
La quatrième circonscription législative de la Seine (ou circonscription «Seine-Sud») recouvrait les cantons de Nogent-sur-Marne, Saint-Maur-des-Fossés, Charenton-le-Pont, Ivry-sur-Seine, Villejuif, Sceaux et Vanves.
Cette délimitation s'est appliquée aux trois législatures de la Quatrième République française, de 1946 à 1958. Le département de la Seine comportait six circonscriptions, dont trois pour Paris et trois pour la banlieue, selon un découpage déjà en vigueur lors des élections des  Assemblées constituantes du 21 octobre 1945 et du 2 juin 1946.
Le mode d'élection est basé sur le suffrage universel direct à un tour, avec scrutin de liste proportionnel par circonscription et répartition des restes à la plus forte moyenne.
Dans la quatrième circonscription de la Seine sont pourvus 9 sièges de députés, sur la base d'un nombre d'électeurs inscrits en 1946 de 436 000, arrondi au millier supérieur.
1. ↑  « Loi n° 46-2151 du 5 octobre 1946 relative à l'élection des membres de l'Assemblée nationale. JORF n°0235 du 8 octobre 1946 » , sur www.legifrance.gouv.fr, 8 octobre 1946 (consulté le 28 mars 2022)